# Vila Caro (Gliwice)
Vila Caro je historická residence průmyslníka Oscara Caro v Gliwicích z 19. století. Vila je v seznamu kulturních památek Polska pod číslem 1309/83 z 3. 10. 1983  a je součástí Stezky dřevěné architektury v Slezském vojvodství.

## Historie
Vila byla postavena v letech 1882–1885 jako jednopatrová novorenezanční vila podle projektu stavitele Salomona Lubowského pro židovského průmyslníka Oscara Caro a jeho ženu Floru rozenou Lubowskou, dceru stavitele. V roce 1924 bylo přistavěno druhé patro a v roce 1934 byl byla odkázána městu a ve vile umístěno muzeum. v letech 1991–2000 byla provedena generální oprava budovy. Budova je hlavním sídlem Muzea v Gliwicích.

## Architektura
Vila je dokladem již málo zachovalých městských rezidencí hornoslezských průmyslníků. Jednopatrová stavba odpovídala vizi 19. století italské renezanční vilové architektury s harmonickou a vyváženou hmotou. Budova byla obklopena rozsáhlou ekletickou zahradou, ve které se nacházely neregulované aleje a také budovy stájí, kočárovny a další hospodářské budovy. V letech 1899–1900 byla vybudována zimní zahrada. Před budovou na podstavci je socha hlídajícího lva

### Interiér
V interiéru zůstaly zachované původní bohatě zdobené stropy, obložení, parketové podlahy, dveřní a okenní rámy. V současné době jsou zde umístěny sbírky představující bydlení průmyslníků v 19. století a také je zde umístěna etnografická ekspozice prezentující lidovou kulturu gliwického regionu.

## Galerie

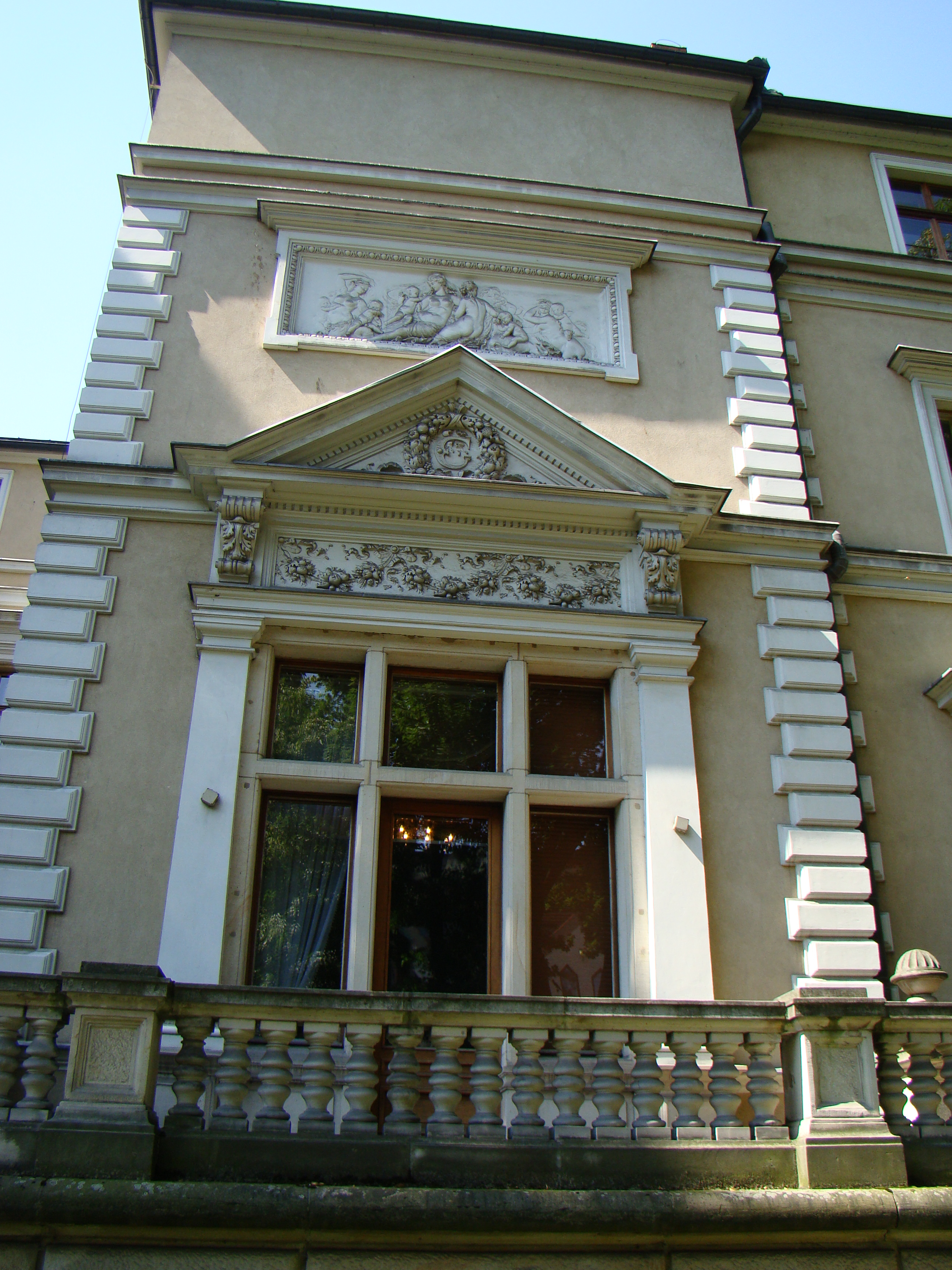
Nároží
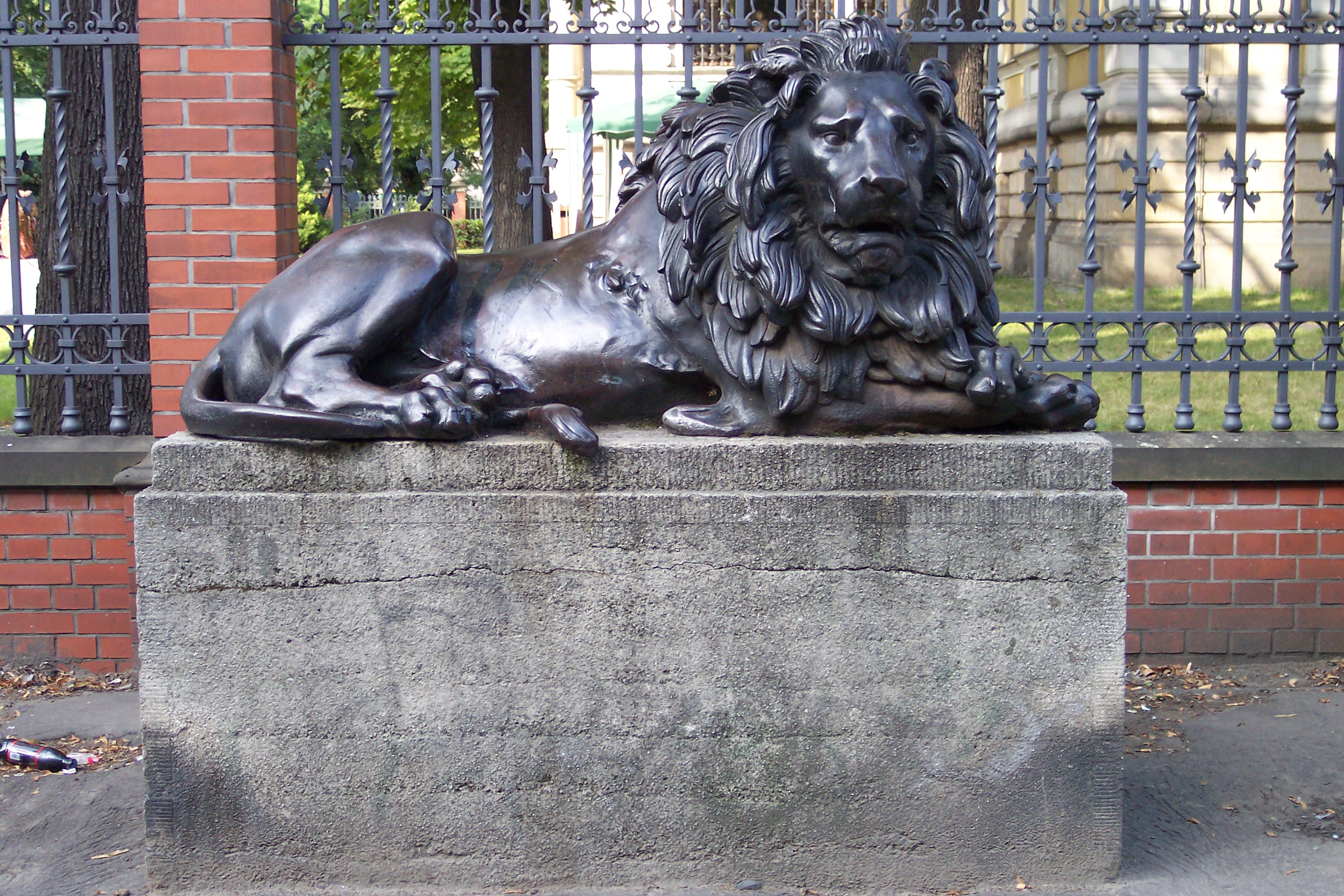
Lev
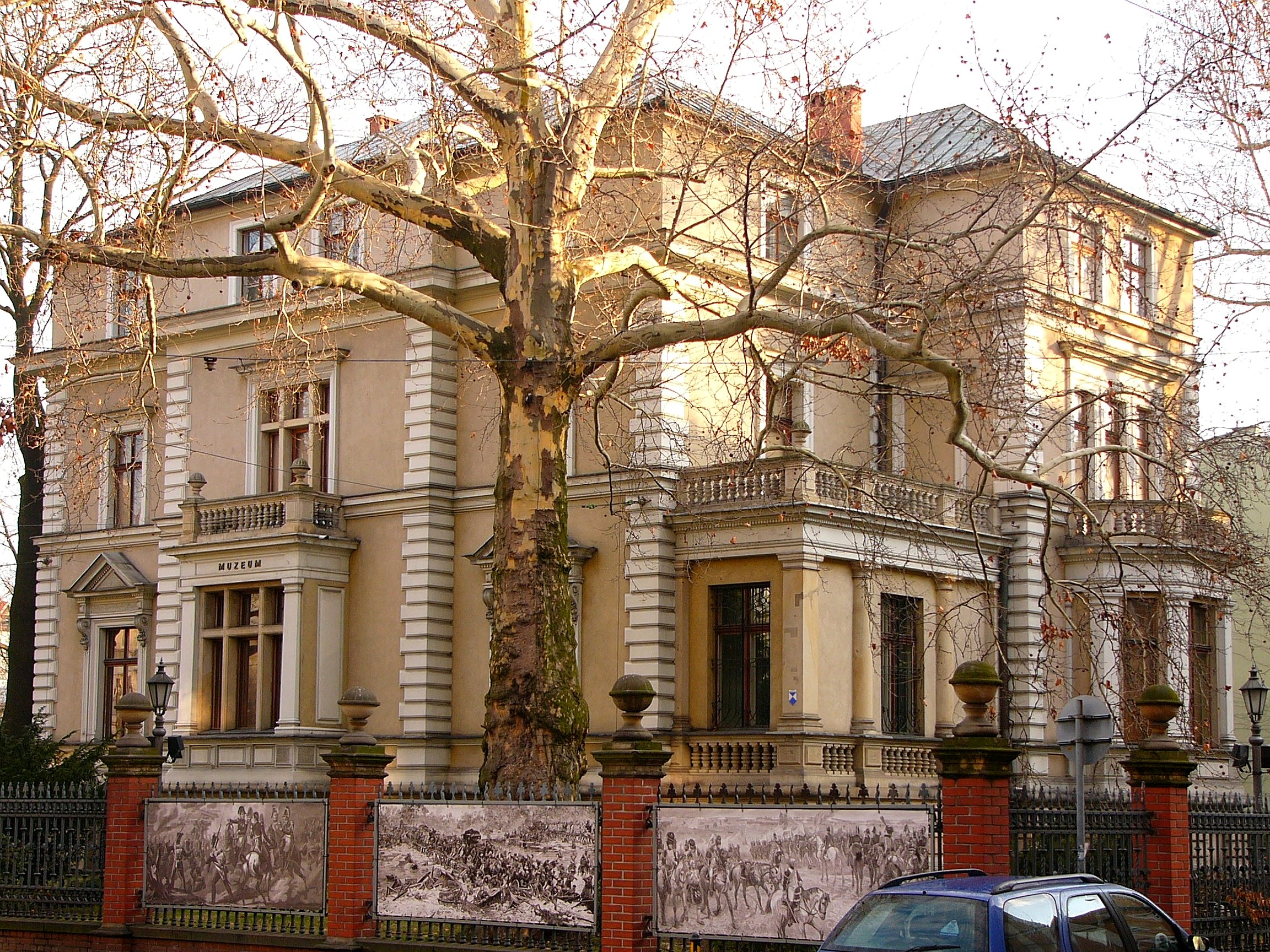
Vila Caro